# ビレッジハウス

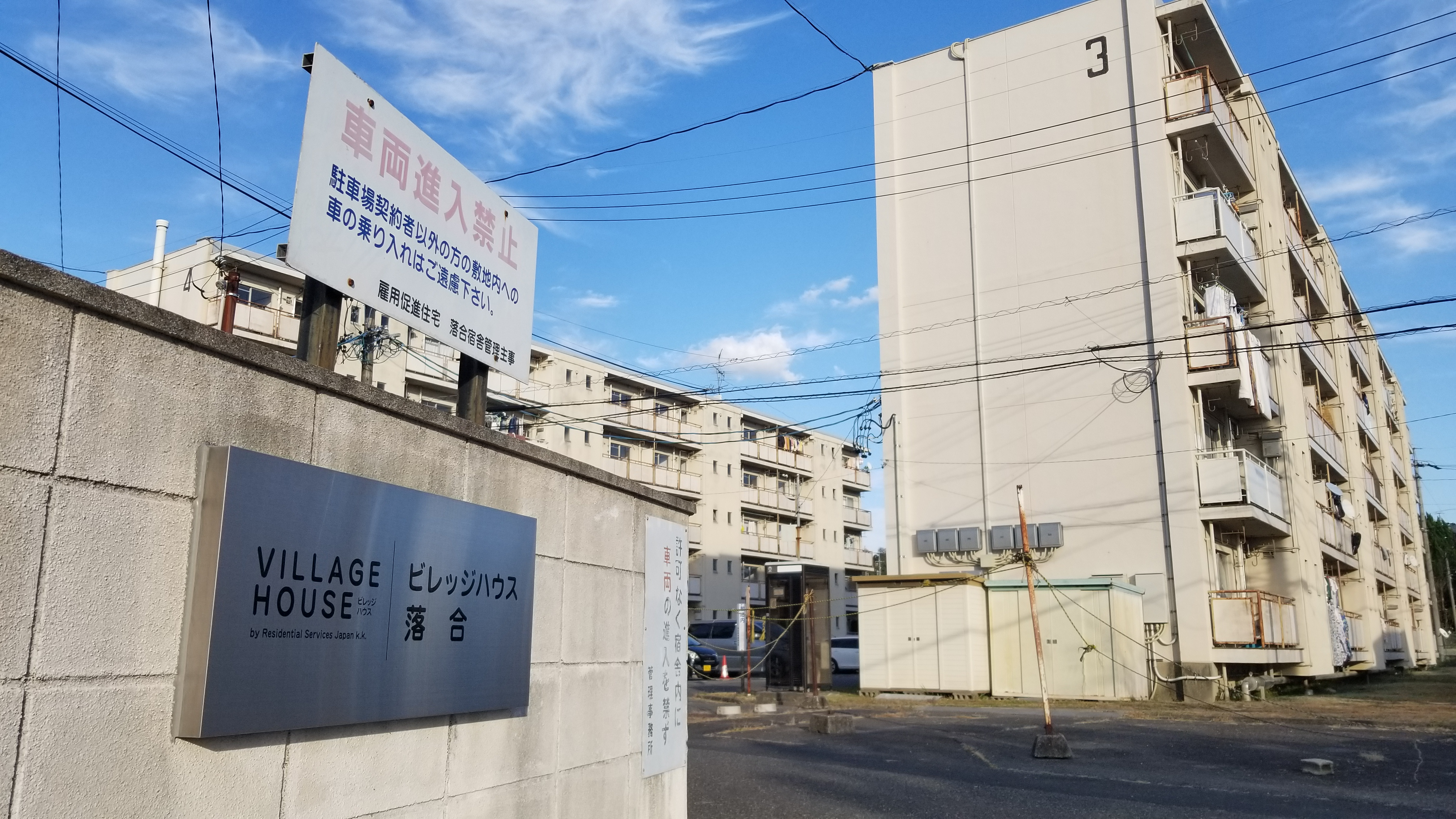
ビレッジハウス落合（旧・雇用促進住宅落合宿舎、2021年、愛知県瀬戸市落合町）

ビレッジハウス（英: Village House）は、ソフトバンクグループ傘下の米投資会社フォートレス・インベストメント・グループによる賃貸住宅サービス。 2016年12月21日にビレッジハウス・マネジメント株式会社を設立し、翌2017年に制度廃止された雇用促進住宅を買収して、低価格賃貸住宅「ビレッジハウス」として入居者の募集を開始した。
2017年1月にフォートレスグループの全国民間賃貸サービス合同会社が、独立行政法人高齢・障害・求職者雇用支援機構より西日本の雇用促進住宅を一括取得し、「Village House／ビレッジハウス」へリブランディングした。既存入居者23,471世帯には10年間賃貸条件の維持を前提とした継続的な保有・運営をしていくと同時に、36,433戸をリノベーションし、2017年から低価格賃貸住宅として提供している。全国民間賃貸サービス合同会社は「慢性的な供給不足が続く低価格帯賃貸住宅市場に新たな供給を実現し、高齢者、生活保護受給者、公営住宅からの転居者の受け入れにも積極的に取り組む予定」とコメントしている。2017年7月には、東日本の雇用促進住宅も一括取得し、全国1001棟9万9,005戸となった。
物件の管理・運営は、フォートレスグループのビレッジハウス・マネジメント株式会社（Village House Management Co., Ltd. 旧：レジデンシャル・サービス・ジャパン株式会社〈Residential Service Japan Co., Ltd.〉）および以前より雇用促進住宅を運営していた雇用振興協会を母体とする一般財団法人SK総合住宅サービス協会が行っている。

## 沿革
- 2016年12月21日 - ビレッジハウス・マネジメント株式会社を設立。
- 2017年1月31日 - 全国民間賃貸サービス合同会社（旧名：アタミ合同会社）が高齢・障害・求職者雇用支援機構より西日本27府県の旧雇用促進住宅626箇所、1,638棟、59,904戸を366億2,200万円で取得[1]。
- 2017年2月6日 - 旧雇用促進住宅の入居者募集に関してアパマンショップサブリースと業務提携[2]。
- 2017年6月23日 - レジデンシャル・サービス・ジャパン株式会社が宅地建物取引業免許取得。
- 2017年7月28日 - 東日本民間賃貸サービス合同会社が高齢・障害・求職者雇用支援機構より東日本20都道県の旧雇用促進住宅523物件1,271棟を248億2482万6,000円で取得[3]。
- 2017年11月20日 - ビレッジハウスの入居者募集に関してエイブルと業務提携[4]。
- 2017年12月27日 - フォートレス・インベストメント・グループがソフトバンクグループの子会社となる[5]。

## 特徴
ビレッジハウスの特徴
- 職業・年齢・国籍不問（高齢者や外国人、安定した職業を持たず入居審査に通りにくい人でも入居しやすい）。
- 礼金・敷金、更新料、共益費は不要（ゼロゼロ物件）。
- 仲介会社を経由しない場合は仲介手数料不要。
- 初期費用は当月分の日割り家賃、翌月分の家賃、火災保険料のみで良い。
- 銀行届出印、身分証明書、収入証明を内覧時に持参すればその場で申込み可能（ただし審査状況により他の書類提出が必要になる場合がある）。
- 雇用促進住宅よりも幅広い応募窓口がある（従来はハローワーク経由で申し込む必要があった）。
- 都市再生機構や公営住宅のように抽選がない。
- 原則連帯保証人が不要

注意点
- 2年以内の解約の場合には違約金が発生する（短期賃貸には向かない）[6]。
- 収納代行はアプラスである[6]（過去に与信事故を起こしている場合そちらの審査が通りにくくなる）。
- 家賃保証会社を利用することができない。保証人不要を謳ってはいるが保証人を求められることがあるので要注意。
- 精神上の障害がある場合は、審査が通らない可能性がある。
- 風俗関係、水商売勤務の場合は、審査が通らない可能性がある。
- 敷金がないため、退去時の室内クリーニング費は実費での支払いが必要となる。2019年現在、1平方メートル当たり1,100円（消費税別）。将来的に変更される可能性もある[7]。
- リノベーション内容によっては家賃が上がる（例：エアコンを設置すると1000円家賃が上がる）[8]。
- 入居申し込み時に銀行口座の残高の提出を求められる。
- 現状において、ソフトバンクグループおよびフォートレス・インベストメント・グループとのシナジー効果が(主に入居者において)生かされていない。